# Galerina

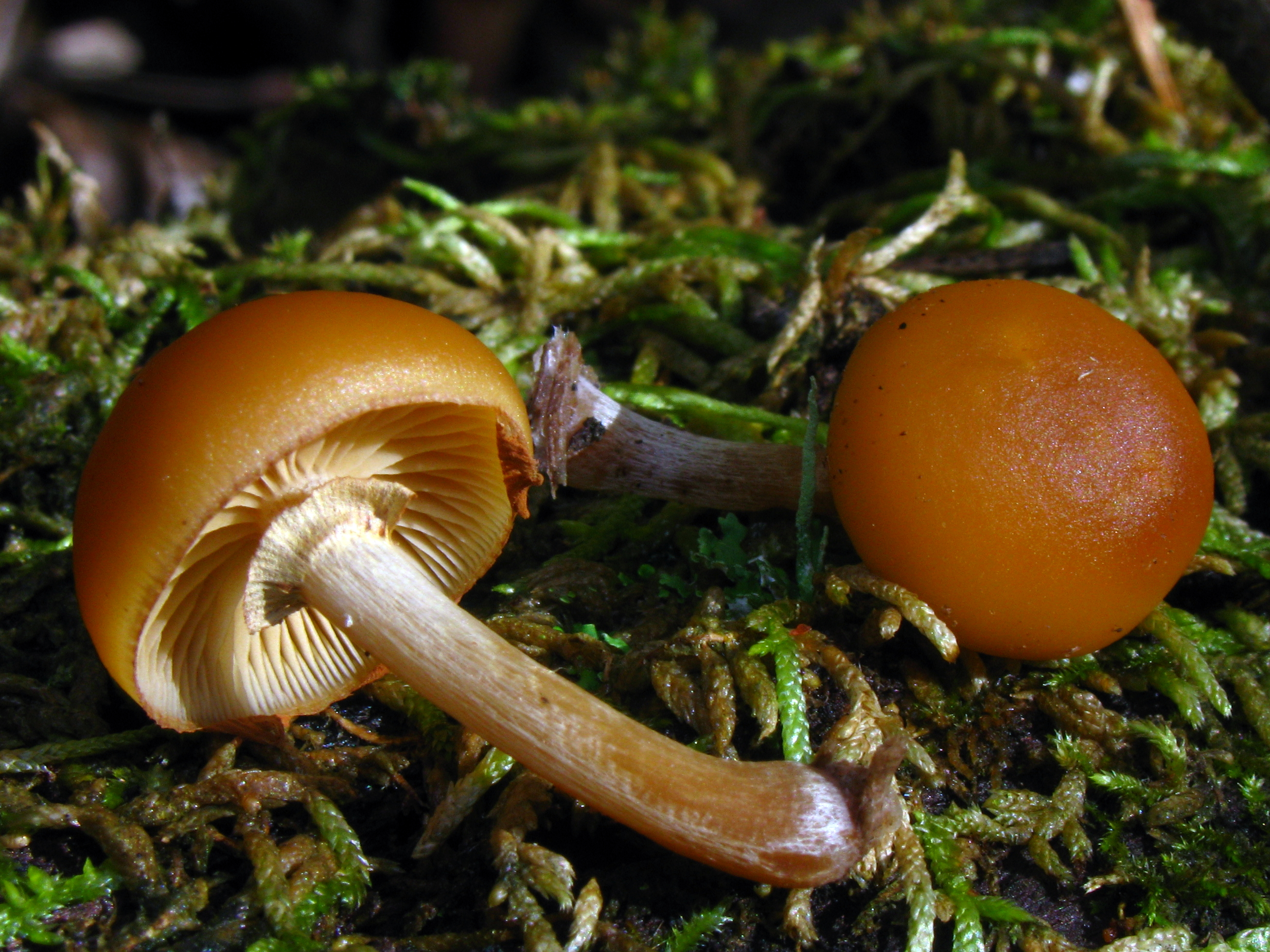
Hełmówka jadowita

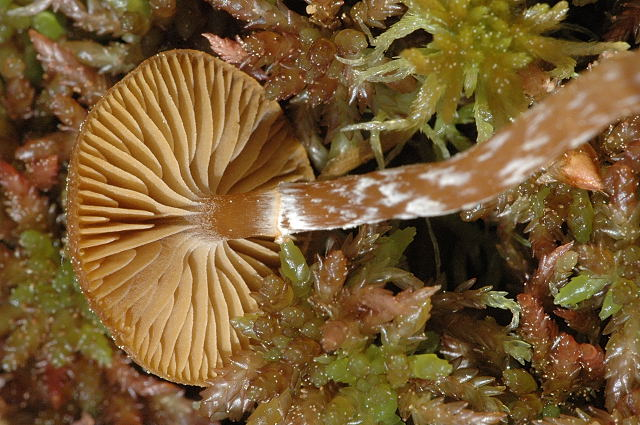
Hełmówka błotna

Galerina Earle (hełmówka) – rodzaj grzybów należący do rodziny podziemniczkowatych (Hymenogastraceae).

## Charakterystyka
Grzyby saprotroficzne rosnące na mchu, ziemi lub drewnie. Owocniki wysmukłe z cienką skórką, mającą promieniowe strzępki. Kapelusze przeważnie suche, higrofaniczne, ze śladami osłony lub bez nich. Blaszki przyrośnięte. Trzony suche, kosmkowate lub nagie, rzadko ze skórkowatym pierścieniem, czasami ze strefą pierścieniową. Wysyp zarodników rdzawożółty lub rdzawobrązowy. Bazydiospory gładkie do brodawkowatych, migdałkowate, zwykle bez pory rostkowej, trama blaszek regularna (strzępki biegną równolegle).
Wiele gatunków to grzyby mszakolubne. U gatunków tych trzony często są bardzo cienkie, nitkowate, gdyż ich kapelusze podtrzymywane są przez gęste pędy mchów. Identyfikacja wielu gatunków hełmówek jest trudna i często konieczna jest analiza ich cech mikroskopowych.

## Systematyka i nazewnictwo
Pozycja w klasyfikacji: Hymenogastraceae, Agaricales, Agaricomycetidae, Agaricomycetes, Agaricomycotina, Basidiomycota, Fungi według Index Fungorum.
Takson utworzył Franklin Sumner Earle w 1909 r. Synonimy naukowe: Agaricus trib. Galera Fr., Galera (Fr.) P. Kumm., Galerula P. Karst., Phaeogalera Kühner, Pholidotopsis Earle, Velomycena Pilát, Schweiz. Z. Pilzk. Polską nazwę podali Barbara Gumińska i Władysław Wojewoda w 1983 r. W polskim piśmiennictwie mykologicznym należące do tego rodzaju gatunki opisywane były dawniej jako bedłka lub łuskwiak.
Gatunki występujące w Polsce:
- Galerina allospora A.H. Sm. & Singer 1955[6]
- Galerina ampullaceocystis P.D. Orton 1960 – hełmówka ampułkowatorozwierkowa
- Galerina atkinsoniana A.H. Sm. 1953 – hełmówka mchowa
- Galerina badipes (Fr.) Kühner 1935 – hełmówka brązowotrzonowa
- Galerina calyptrata P.D. Orton 1960 – hełmówka okrytozarodnikowa
- Galerina camerina (Fr.) Kühner 1955 – hełmówka świerkowa[7]
- Galerina caulocystidiata Arnolds 1982[8]
- Galerina cephalotricha Kühner 1973[8]
- Galerina cerina A.H. Sm. & Singer 1955 – hełmówka woskowata
- Galerina cinctula P.D. Orton 1960[8]
- Galerina clavata (Velen.) Kühner 1935 – hełmówka wielkozarodnikowa
- Galerina embolus (Fr.) P.D. Orton 1960 – hełmówka piaskowa
- Galerina fallax A.H. Sm. & Singer 1955 – hełmówka bezpierścieniowa
- Galerina farinacea A.H. Sm. 1957[8]
- Galerina fennica A.H. Sm. 1964[8]
- Galerina gibbosa J. Favre 1936 – hełmówka żółtobrązowa
- Galerina graminea (Velen.) Kühner 1935 – hełmówka murawowa[9]
- Galerina heimansii Reijnders 1959 – hełmówka czerwonawoblaszkowa
- Galerina hybrida Kühner 1969[8]
- Galerina hypnorum (Schrank) Kühner, 1935 – hełmówka mszarowa
- Galerina jaapii A.H. Sm. & Singer 1955 – hełmówka grzybówkopodobna
- Galerina josserandii Kühner 1957 – hełmówka torfowcolubna[10]
- Galerina karstenii A.H. Sm. & Singer 1964[8]
- Galerina marginata (Batsch) Kühner 1935 – hełmówka jadowita
- Galerina mniophila (Lasch) Kühner 1935 – hełmówka mcholubna
- Galerina mycenoides (Fr.) Kühner 1935[8]
- Galerina nana (Petri) Kühner 1935 – hełmówka drobna
- Galerina norvegica A.H. Sm. 1964 – hełmówka norweska
- Galerina pallida (Pilát) E. Horak & M.M. Moser 1967[8]
- Galerina paludosa (Fr.) Kühner 1935 – hełmówka błotna
- Galerina permixta (P.D. Orton) Pegler 1975 – hełmówka wierzbowa
- Galerina perplexa A.H. Sm. 1964[8]
- Galerina phillipsii D.A. Reid 1984 – hełmówka angielska
- Galerina praticola (F.H. Møller) P.D. Orton 1960[8]
- Galerina pruinatipes A.H. Sm. 1953[8]
- Galerina pseudomycenopsis Pilát 1954[8]
- Galerina pseudotundrae Kühner 1973[8]
- Galerina pumila (Pers.) Singer 1961 – hełmówka grzybówkowa[11]
- Galerina sahleri (Quél.) Kühner 1948 – hełmówka pajęczynowata
- Galerina sideroides (Bull.) Kühner 1935 – hełmówka nadrzewna
- Galerina sphagnorum (Pers.) Kühner 1935 – hełmówka torfowcowa
- Galerina stagnina (Fr.) Kühner 1935 – hełmówka białopierścieniowa
- Galerina stordalii A.H. Sm. 1964 – hełmówka jasnotrzonowa
- Galerina stylifera (G.F. Atk.) A.H. Sm. & Singer 1958 – hełmówka prążkowana
- Galerina subbadipes Huijsman 1955 – hełmówka brązowawa
- Galerina subclavata Kühner 1973 – hełmówka śródmchowa
- Galerina tibiicystis (G.F. Atk.) Kühner 1935 – hełmówka oprószona
- Galerina triscopa (Fr.) Kühner 1935 – hełmówka pniakowa
- Galerina uncialis (Britzelm.) Kühner 1935 – hełmówka mączna
- Galerina vittiformis (Fr.) Singer 1950 – hełmówka rdzawa

Nazwy naukowe na podstawie Index Fungorum. Wykaz gatunków i nazwy polskie według Władysława Wojewody (bez przypisów) i innych.